# Марс (Аургазинський район)
Марс (рос. Марс, башк. Марс) — присілок у складі Аургазинського району Башкортостану, Росія. Входить до складу Новокальчирівської сільської ради.
Населення — 33 особи (2010; 41 в 2002).
Національний склад:
- татари — 68%
- башкири — 32%